# Merle de Reeve
Pour les articles homonymes, voir merle et Reeve.
Turdus reevei
Espèce
Statut de conservation UICN

 LC  : Préoccupation mineure
Le Merle de Reeve (Turdus reevei) est une espèce de passereaux appartenant à la famille des Turdidae.
On le trouve en Équateur et au Pérou. Il vit dans les forêts de plaines et les forêts humides de montagnes tropicales et subtropicales.